# Berthold-Eiche
Koordinaten: 51° 5′ 17,5″ N, 9° 3′ 47,2″ O

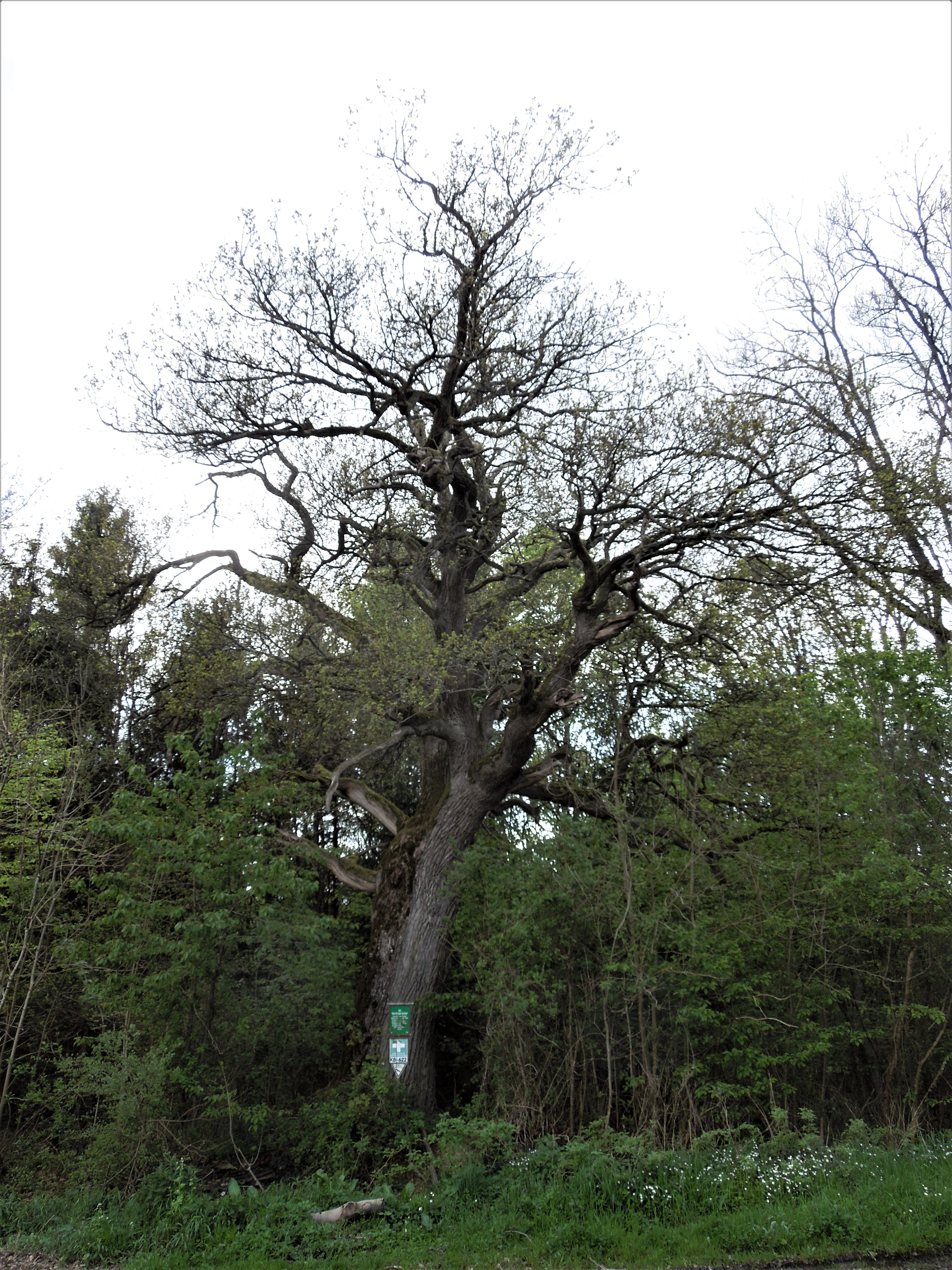
Die Berthold-Eiche (2017)

Die Berthold-Eiche ist ein Naturdenkmal im Naturpark Kellerwald-Edersee, wo mehrere alte Eichen nach verdienten Forstleuten benannt sind.
Die 1985 als Naturdenkmal ausgewiesene markante Solitäreiche steht im nordhessischen Kreis Waldeck-Frankenberg in der Gemarkung des Wildunger Stadtteils Reinhardshausen auf 425 m Höhe ca. 1,6 km nordöstlich von Hundsdorf, am Waldrand etwa 40 m südwestlich der Einmündung der Kreisstraße K 43 auf die Bundesstraße 253. Der Baum ist benannt nach dem besonders engagierten Förster Heinrich Berthold, der von 1938 bis 1973 im Forstrevier Hundsdorf wirkte.
Der Baum schien 2017 sehr unter Stress zu stehen.
Etwa 800 m südsüdöstlich der Berthold-Eiche befindet sich das flächenhafte Naturdenkmal Ochsenhude, ein Quellbach mit einem Erlensumpfwald, einem verlandenden Teich und einer angrenzenden Feuchtwiese. Weitere 400 m südöstlich liegt das flächenhafte Naturdenkmal Jägersburg, und 400 m südlich davon stehen drei ebenfalls als Naturdenkmal ausgewiesene Süntel-Buchen.